# Pasteur : Guerre et Paix des microbes
 (mars 2020).

Pasteur : Guerre et paix des microbes, suivi de Irréductions est un ouvrage du sociologue français Bruno Latour paru en 1984 aux Éditions Anne-Marie Métailié sous le titre Les Microbes. Guerre et paix, suivi de Irréductions, puis réédité aux éditions de La Découverte sous le titre définitif de Pasteur : Guerre et paix des microbes, suivi de Irréductions.

## Pasteur: Guerre et Paix des microbes

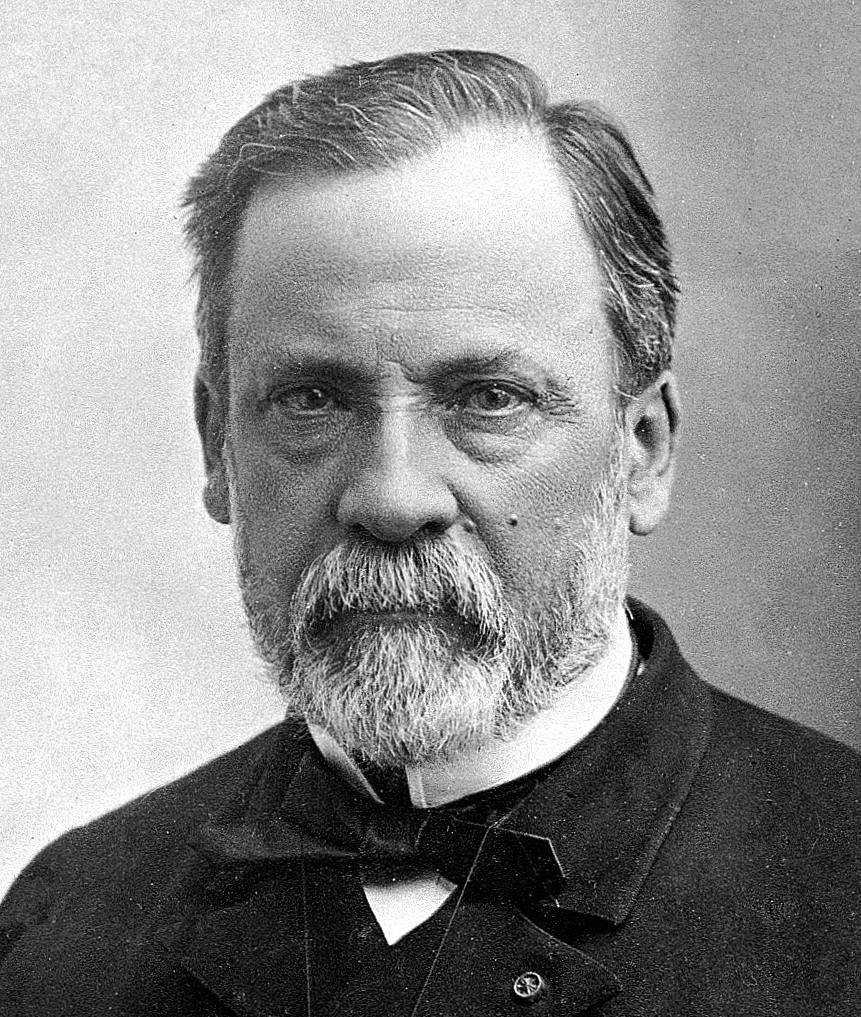
Louis Pasteur par le photographe Félix Nadar en 1878.

Ce travail où se conjoignent les approches de la sociologie et de l'histoire des sciences porte sur la célèbre découverte par Louis Pasteur des microbes dans les années 1870. En suivant le travail de Pasteur et des pastoriens entre 1870 et 1914, Latour montre que les recherches de ces derniers participent de plusieurs domaines en apparence hétérogènes. En fait, la bactériologie et la société française de l'époque (voire subséquemment le monde) sont transformés par l'introduction d'une nouvelle entité : le microbe. Dans cette manière d'appréhender l'innovation pastorienne, science et politique co-produisent le monde (d'où la préférence dans les travaux ultérieurs se réclamant de la théorie de l'acteur-réseau à parler de « sociotechnique », signalant par là l'indissociabilité et le travail mutuel des deux domaines).
Latour dépeint Pasteur comme un sociologue et un habile politique qui parvient à forcer l'entrée d'un nouvel acteur (le microbe) dans le monde social.

## Irréductions
La seconde partie du livre intitulé « Irréductions » se présente comme un petit précis de philosophie et d'épistémologie (voire d'un manifeste) qui s'oppose aux multiples réductions qui s'opèrent entre disciplines, mais surtout entre science, nature et société (thème repris dans Politiques de la nature). À l'instar de sa réflexion sur Pasteur, Latour propose de procéder par irréductions, ce qui devrait permettre une appréhension plus exacte des sciences et des techniques dont les enjeux dépassent largement le champ dans lequel ils sont généralement réduits. Sous forme d'aphorismes et courts paragraphes, « Irréductions » est aussi un condensé de la pensée latourienne qui annonce plusieurs de ses préoccupations à venir (notamment dans Nous n'avons jamais été modernes).

## Éditions
- Les Microbes. Guerre et paix, suivi de Irréductions, Paris, Métailié, « Pandore », 1984.
- Pasteur : Guerre et paix des microbes, suivi de Irréductions,, Paris, La Découverte, « Sciences humaines et sociales », 2001  (ISBN 978-2-7071-3483-7)